# Fritz Schlieper
Fritz Schlieper (4 de agosto de 1892 - 4 de junio de 1977) fue un oficial militar alemán quien sirvió durante la Primera Guerra Mundial y la Segunda Guerra Mundial, finalmente alcanzando el rango de Generalleutnant.

## Biografía
Fritz Schlieper nació el 4 de agosto de 1892 en Koldromb, Posen. En 1911, se unió al Ejército Alemán. Después de la Primera Guerra Mundial, Schlieper continuó sirviendo en el Reichswehr de la República de Weimar, y cuando la República de Weimar fue remplazada por la Alemania Nazi, permaneció en el Heer, componente de la Wehrmacht, y entre 1935 y 1939 comandó el 17.º Regimiento de Artillería. En 1939, fue promovido a Generalmajor y sirvió como Jefe de Estado Mayor del Distrito Militar XIII y durante la invasión de Polonia, sirvió como Jefe de Estado Mayor del Sector Fronterizo Centro. Entre 1939 y 1940, también fue Jefe de Intendencia del 18.º Ejército.
Durante la Operación Barbarroja, comandó la 45.ª División de Infantería en una de las batallas iniciales, la Defensa de la Fortaleza de Brest. Por su contribución en estas batallas, se le concedió la Cruz de Caballero de la Cruz de Hierro. En 1942, fue transferido a Eslovaquia para encabezar la misión militar alemana en el Ministerio de Defensa eslovaco. Fue liberado de este puesto después de un conflicto con el ministro, el General Ferdinand Čatloš. Desde 1944 hasta el fin de la guerra, fue Jefe de Personal Especial II. Después de la guerra, Schlieper vivió en Núrenberg hasta su muerte el 4 de junio de 1977.

## Condecoraciones
- Cruz de Hierro (1914)
  - 2.ª Clase
  - 1.ª Clase
- Cruz de Honor de la Guerra Mundial 1914/1918
- Broche de la Cruz de Hierro (1939)
  - 2.ª Clase
  - 1.ª Clase
- Cruz de Caballero de la Cruz de Hierro el 27 de diciembre de 1941 como Generalmajor y comandante de la 45.ª División de Infantería